# سونی اریکسون اکس‌پریا اکس۱۰
سونی اریکسون ایکس۱۰ محصول شرکت سونی اریکسون است.
این گوشی یکی از گوشی‌های رده بالای این شرکت است که با امکاناتی همچون اتصال وای-فای، دوربین ۸ مگاپیکسل، نمایشگر ۴ اینچ، سیستم عامل اندروید، نسل جدید گوشی‌های سونی اریکسون به حساب می‌آید.

## مشخصات

### مشخصات عمومی
Sony Ericsson Xperia X10 یک گوشی 3G با نمایشگر بزرگ و لمسی می‌باشد که با طیف گسترده‌ای از ویژگی‌های ارتباطی و مدیا همراه شده‌است. این گوشی که پس از مدل موفق Xperia X2 تولید شده، در دو رنگ زیبا و خیره‌کنندهٔ سفید و مشکی موجود می‌باشد. علت اینکه چرا به یک‌باره کمپانی از X2 به X10 جهش اسمی داشته‌است مشخص نیست؛ احتمالاً بدین خاطر بوده که با مدل نوکیا X3 تشابه اسمی پیدا نکند البته Xperia X10 به نام‌های Xperia X3 و Rachaelهم شناخته می‌شود. ابعاد X10 عبارتند از: ضخامت ۳٫۱ سانتی‌متر، عرض ۳٫۶ سانتی‌متر و ۹٫۱۱ سانتی‌متر ارتفاع آن است، که از ضخامت آن می‌توان فهمید که با یک گوشی باریک روبرو هستیم.

## مشخصات کلی
- فرم گوشی: ساده
- وزن: ۱۳۵ گرم
- پردازنده: Scorpion Processor, Adreno 200 GPU, Qualcomm QSD8250 Snapdragon Chipset 1 GHz
- حافظه: حافظه داخلی ۱۰۲۴ مگابایت - حافظه رم ۳۸۴ مگابایت - قابلیت استفاده از کارت حافظه Micro SD
- شبکه‌های ارتباطی: 3G - GPRS - WLAN - GPS - Bluetooth
- صفحه نمایش: صفحه نمایش لمسی - رنگی TFT Capacitive Touchscreen - اندازه ۴ اینچ - ۴۸۰ × ۸۵۴
- دوربین: ۸٫۰ مگاپیکسل - فوکوس اتوماتیک - فلاش
- امکانات نرم‌افزاری: سیستم عامل Android نسخه 2.1 Eclair - جاوا - مایکروسافت آفیس
- سایر مشخصات: هندزفری - قطب‌نما - حسگر شتاب سنج - باتری ۱۵۰۰ میلی آمپر ساعت - زمان انتظار ۴۱۵ ساعت - زمان مکالمه ۱۰ ساعت
- پشتیبانی چهاربانده از GSM و سه بانده از ۳G
- پشتیبانی از HSDPA با سرعت ۱۰٫۲ مگابیت بر ثانیه و HSUPA با سرعت ۲ مگابیت بر ثانیه

نام های دیگر: Sony Ericsson XPERIA X3, Sony Ericsson Rachael

### مشخصات صفحه نمایش
- صفحه نمایش ۴ اینچی لمسی خازنی با پشتیبانی از رزولوشن (WVGA (480 x ۸۵۴ پیکسل و سطح ضدخش
- قابلیت پشتیبانی از ۱۶ میلیون رنگ (که البته به دلیل محدودیت‌های اندروید ۲٫۱

### سیستم عامل
- سیستم عامل اندروید۲٫۱ با رابط کاربری سونی‌اریکسون، البته سونی اریکسون اندروید ۲٫۳ و ۲٫۳٫۴ را برای این گوشی نیز در حال عرضه است که امکانات جدیدی در آن عرضه خواهد شد از جمله:رادیو FM و صفحه نمایش با ۱۶ میلیون رنگ و…

### مشخصات پردازنده
- پردازنده یک گیگاهرتزی QUALCOMM QSD8250 Snapdragon با پشتیبانی از OpenGL ES ۲٫۰ و ۳۸۴ مگابایت حافظه RAM

### مشخصات دوربین
- دوربین ۸ مگاپیکسلی با فلاش LED، فوکوس لمسی، لرزش گیر، برچسب‌گذاری جغرافیایی و تشخیص چهره و لبخند

### امکانات جانبی
- ضبط ویدئویی WVGA با نرخ ۳۰ فریم بر ثانیه
- پشتیبانی از وای-فای و مجهز بودن به گیرنده داخلی جی‌پی‌اس با عملکرد AGPS
- حافظه داخلی یک گیگابایتی، اسلات کارت حافظه microSD و عرضه یک کارت حافظه ۸ گیگابایتی به همراه گوشی
- سنسورهای شتاب سنج و مجاورت
- سوکت صوتی استاندارد ۳/۵ میلی‌متری
- پورت میکرو یواس‌بی (با امکان شارژ گوشی) و بلوتوث استریو v۲٫۱
- رابط‌های کاربری TimeScape و MediaScape

### مشخصات باتری
- باتری ۱۵۰۰ میلی‌آمپری BST-۴۱

### مشخصات آپدیت به اندروید ۲٫۳٫۳
۱-مصرف باتری ۱۵ درصد کمتر می‌شود ۲-پشتیبانی از قایل‌های فلش در مرورگر گوشی ۳-این گوشی ال سی دیش قابلیت نمایش ۱۶میلیون رنگ رو دارد که با آپدیت کیفیت عالی میشه و ۱۶ میلیون رنگ رو نشان می‌دهد ۴-قابلیت زوم در گالری و مرورگر به وسیلهٔ انگشتان دست به صورت جمع و بازکردن ۵- امکان انتقال نرم‌افزارها به کارت حافظه بدون هیچ نرم‌افزار یا روت (در مدیریت برنامه‌ها موجود در قسمت تنظیمات گوشی)(فقط نرم‌افزارهایی که امکان انتقال دارند منتقل می‌شوند)